# René Botteron

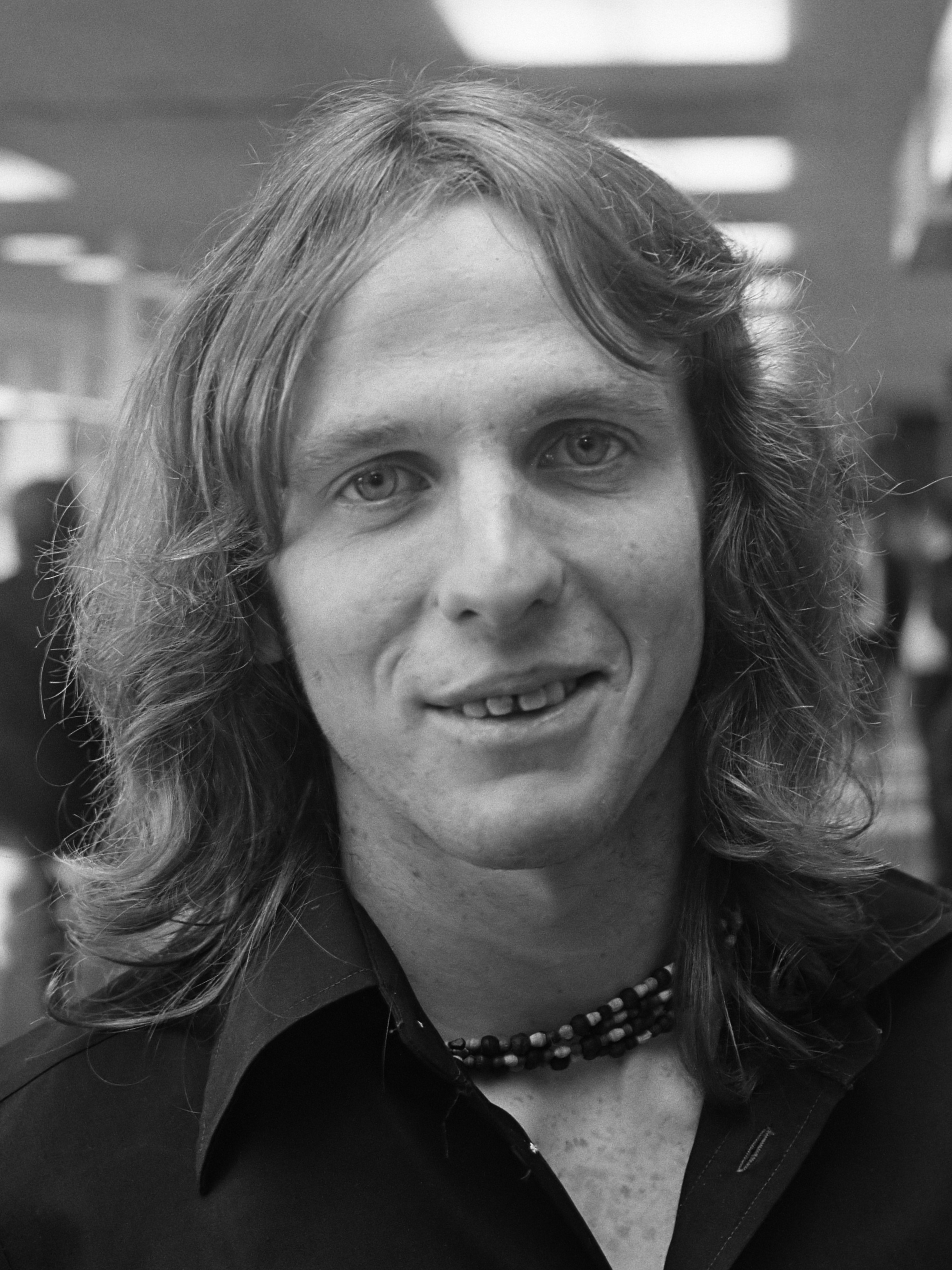
René Botteron (1974)

René Botteron (* 17. Oktober 1954 in Glarus) ist ein ehemaliger Schweizer Fussballspieler.

## Leben
Botterons Heimatverein war der FC Glarus. Von dort holte ihn der FC Zürich, bei dem er sich zum Nationalspieler entwickelte. Insgesamt spielte er 307 Pflichtspiele (NLA, Schweizer-Cup, Europacup) für den FC Zürich und erzielte dabei 61 Tore. 1980 kam er bei der Wahl zum Schweizer Fussballer des Jahres auf den zweiten Platz.
Botteron war dafür bekannt, dass er nahezu alles mit dem rechten Fuss machte. Er war nach Köbi Kuhns Rücktritt von 1977 bis 1980 Captain des FC Zürich.
Es folgte ein Wechsel zum 1. FC Köln, bei dem der Schweizer Mittelfeldspieler aber nie richtig überzeugen konnte. Er litt unter dem Umstand, dass die Mannschaft zu dieser Zeit mit Dieter Müller, Bernd Schuster, Tony Woodcock, Rainer Bonhof, Bernhard Cullmann, Klaus Fischer, Klaus Allofs und Stephan Engels viele Stars in ihren Reihen hatte, die sich ihren Platz im Team nicht streitig machen liessen. In der Saison 1981/82 wurde er nach langer Zeit auf der Kölner Reservebank im Winter 1981 an Standard Lüttich ausgeliehen. Die Belgier, mit denen er bis in den Final des Cups der Cupsieger kam, hatten allerdings das Geld nicht, um ihn fest zu verpflichten, und die Kölner wollten ihm keinen neuen Vertrag geben. Der Schweizer wurde zu Saisonbeginn 1982 für 600'000 D-Mark an den 1. FC Nürnberg transferiert.
Botteron war der erste Schweizer Fussballer, der 1982 in einem Europacupfinal teilnehmen konnte (1:2-Niederlage gegen FC Barcelona).
René Botteron, der 1981 das Aufgebot für eine Weltauswahl erhielt, wurde auch der „Cruyff Helvetiens“ genannt.
Nach einem 0:3 gegen Belgien im Herbst 1982 erfuhr er aus der Presse, dass er künftig von Nationaltrainer Paul Wolfisberg nicht mehr für die Nationalmannschaft berücksichtigt werde. 1986 gab er jedoch nochmals für drei Länderspiele ein Comeback, agierte dabei zweimal als Libero und machte am 27. August 1986 sein endgültig letztes Länderspiel.
Zlatko Čajkovski, sein Trainer beim FC Zürich, sagte über ihn: «René Botteron – gekommen von mir als Champagner, jetzt spielen wie Mineralwasser!»
«Bo-Bo-Botteron» war in den späten Siebzigern ein oft gehörter Schlachtruf auf den Schulhausplätzen und Fussballstadien Zürichs.

## Vereine
- bis 1973 FC Glarus
- 1973–1980 FC Zürich
- 1980–1982 1. FC Köln
- 1982 Standard Lüttich
- 1982–1983 1. FC Nürnberg
- 1983–1987 FC Basel

In der Saison 1992/1993 war er als Nachwuchstrainer beim FC Zürich tätig.

## Statistik
- 65 Länderspiele für die Schweiz / 2 Länderspiel-Tore
- 1. Bundesliga
  - 39 Spiele; 3 Tore 1. FC Köln
  - 32 Spiele; 1 Tor 1. FC Nürnberg
- DFB-Pokal
  - 3 Spiele; 1 Tor 1. FC Köln
- UEFA-Cup
  - 10 Spiele 1. FC Köln

## Erfolge
- 1974, 1975, 1976 Schweizer Meister
- 1982 Final im Cup der Cupsieger
- 1982 Weltauswahlspieler